# 田家坨子遗址
田家坨子遗址，位于中国吉林省农安县小城子乡李林通村，为一个省级文物保护单位，类型为古遗址，公布时间为1981年4月20日。该文物保护单位由农安县文管所管理。
田家坨子遗址的历史年代为汉代。